# Demonax tener
Demonax tener är en skalbaggsart som beskrevs av Holzschuh 2003. Demonax tener ingår i släktet Demonax och familjen långhorningar. Inga underarter finns listade i Catalogue of Life.